# Bobby Graham (Leichtathlet)
Bobby Graham (eigentlich Robert Graham; * 4. August 1909 in Glasgow; † 17. April 1963 in Carluke) war ein britischer Mittelstreckenläufer.
Bei den British Empire Games 1934 in London wurde er für Schottland startend Fünfter im Meilenlauf. 1936 schied er bei den Olympischen Spielen in Berlin über 1500 m im Vorlauf aus. Bei den British Empire Games 1938 in Sydney erreichte er im Finale über eine Meile nicht das Ziel.

## Persönliche Bestzeiten
- 1500 m: 3:54,4 min, 5. September 1937, Helsinki
- 1 Meile: 4:12,0 min, 20. August 1935, Glasgow